# NGC 5374
NGC 5374 é uma galáxia espiral barrada (SBbc) localizada na direcção da constelação de Virgo. Possui uma declinação de +06° 05' 49" e uma ascensão recta de 13 horas, 57 minutos e 29,5 segundos.
A galáxia NGC 5374 foi descoberta em 12 de Maio de 1793 por William Herschel.